# ملیسا لنتسمن
ملیسا لنتسمن (به انگلیسی: Melissa Lantsman؛ زاده ۸ آوریل ۱۹۸۴) سیاستمدار و مدیر روابط عمومی کانادایی است که به عنوان نماینده پارلمان از تورنهیل در مجلس عوام کانادا مشغول به کار است. او که عضو حزب محافظه کار کانادا است در انتخابات فدرال ۲۰۲۱ کانادا انتخاب شد. لنتسمن اولین همجنس‌گرا و اولین زن یهودی است که به عنوان نماینده محافظه کار انتخاب شده‌است. پس از انتخاب پیر پالیو به عنوان رهبر محافظه‌کاران، او لنتسمن را به همراه تیم یوپال نماینده ادمونتون به عنوان یکی از دو قائم مقام رهبر معرفی کرد.

## سنین جوانی و تحصیل
لنتسمن در سال ۱۹۸۴ در تورنتو در یک خانواده یهودی روس به دنیا آمد و در تورنهیل بزرگ شد. مادرش حسابدار و پدرش مهندس بود که در تجارت تاکسی کار می‌کرد و چندین مغازه گروبرداری را اداره می‌کرد. او در یک برنامه فراگیری زبان فرانسوی در مدرسه متوسطه لانگستف در منطقه یورک شرکت کرد و علاوه بر انگلیسی و روسی، به زبان فرانسه نیز روان صحبت می‌کند. لنتسمن یک برادر دارد.
او در دانشگاه تورنتو تحصیل کرد و با مدرک لیسانس فارغ‌التحصیل شد. او بعداً تحصیلات تکمیلی خود را در دانشگاه اتاوا و مدرسه مدیریت راتمن دنبال کرد.

## زندگی شخصی
لنتسمن همجنس‌گرا است و در سال ۲۰۱۷ ازدواج کرد او از بیماری شدید کرون رنج می‌برد.